# Baltics
Baltics (eigentlich Baltic-Quintett) war eine deutsche Beatband aus Rostock, welche vor allem im Norden der DDR einen hohen Bekanntheitsgrad besaß. Die Band wurde 1964 gegründet und ging aus dem in Rostock bereits bekannten „Trio 63“ hervor. Zunächst entstand das „Beat-Quartett“ mit: Wolfgang Ziegler (Bandleader, Gitarre, Gesang, Klavier), Wolfgang Fennel (Gitarre), Eckhardt Woytowicz (Tenorsaxophon, Altsaxophon, Klarinette, Querflöte, Gitarre), und Hans-Joachim Seering (Schlagzeug); in dieser Besetzung gab es bereits erste Fernsehauftritte, unter anderem bei Herzklopfen kostenlos mit Heinz Quermann.
1965 hatte die Band einen kleinen Auftritt im Kinderfilm Reise nach Sundevit, auf Wunsch von Heiner Carow (Regisseur) spielte das Beatquartett die gesamte Filmmusik in Babelsberg ein. Die Filmmusik schrieb Wolfgang Ziegler in Zusammenarbeit mit Wolfgang Fennel.
1966 musste sich die Band aus kulturpolitischen Gründen in Baltic-Quartett umbenennen. Danach gab es nur noch die Mitwirkung in einem eher unbedeutenden Fernsehfilm „Trick 17b“.
1967 kam Peter Zimmermann (Bassgitarre) hinzu, und Knud Benedict (Gitarre) löste Wolfgang Fennel ab, so entstand das Baltic-Quintett. 1969 verließen Benedict und Seering das Quintett, um mit Ex-Baltic Fennel und Reinhard Möller (Keyboard) die Rostocker Amateurband  Badister zu gründen.
Mit dem Ende der Beatära vollzog die Band ähnlich der Music-Stromers eine Wandlung zur Soulband, konnte aber längst nicht deren Popularität erreichen und wurde Anfang 1972 aufgelöst. Ziegler gründete die Gruppe Wir.
Die Titel Sag nie vorbei, produziert 1969 im DDR-Rundfunk, und Mit dir leben gehörten zu ihren größten Erfolgen. Beide Titel wurden 1971 beim DDR-Label Amiga aufgenommen. Mit dir leben ist auch auf dem Amiga-Sampler A Go-Go aus dem Jahre 2000 zu hören. In den Jahren 1970 bis 1972 erhielt die Band mehrfach die Möglichkeit zu Auftritten im DDR-Fernsehen, unter anderem in der Jugendsendung Basar.

## Weblink
- Porträt bei ostbeat.de (Memento vom 24. Oktober 2011 im Internet Archive)